# 西村裁定
西村裁定（にしむらさいてい）は、1980年、自由民主党副総裁の西村英一が次期総裁に鈴木善幸を指名したことを指す。

## 概要
ハプニング解散をうけての衆参同日選挙（第36回衆議院議員総選挙・第12回参議院議員通常選挙）が行われている最中の1980年6月12日、大平正芳首相が急逝する。選挙の圧勝により政権を継続することとなった自由民主党は、後継首相を務める党総裁をただちに決定する必要があった。政治の空白の回避と政局の安定が急務であり、話し合いによる円満な後継者の選出が適当であるという考えが党内の大勢を占めていた。
ハプニング解散の直前までは田中派批判を繰り広げていた福田派と三木派を中心とする反主流派は、彼らの欠席による内閣不信任決議可決の責任を問われて萎縮に追いやられていた。この状況下で、旧大平派内でも田中派に近い鈴木善幸を、旧大平派の田中六助が後継総裁として各方面に推薦する。福田派に影響力をもつ岸信介がこれを支持したことから、鈴木後継への流れが固まった。
1980年7月15日、衆参両院議員総会で、西村英一副総裁の指名をうけて鈴木善幸が総裁に選出された。任期は大平正芳の残任期間であった。

## その他
- 後に鈴木は「カネを一銭も使わないで総裁になったのは、僕がはじめてじゃないか」と述べている[1]。